# Tequila (Jax Jones, Martin Solveig e Raye)
Tequila è un singolo del disc jockey inglese Jax Jones, del disc jockey francese Martin Solveig e della cantante inglese Raye, pubblicato il 21 febbraio 2020.

## Tracce
Testi e musiche di Timucin Aluo, Martin Solveig, Mark Ralph, Uzoechi Emenike, Rachel Keen, Janee Bennett e Jamie Spinks.
1. Tequila – 3:30

## Classifiche
| Classifica (2020) | Posizione massima |
| ----------------- | ----------------- |
| Belgio (Vallonia) | 72                |
| Irlanda           | 19                |
| Regno Unito       | 21                |
| Russia            | 66                |